# Habronestes raveni
Habronestes raveni là một loài nhện trong họ Zodariidae.
Loài này thuộc chi Habronestes. Habronestes raveni được Barbara C. Baehr miêu tả năm 2003.